# Геотектура

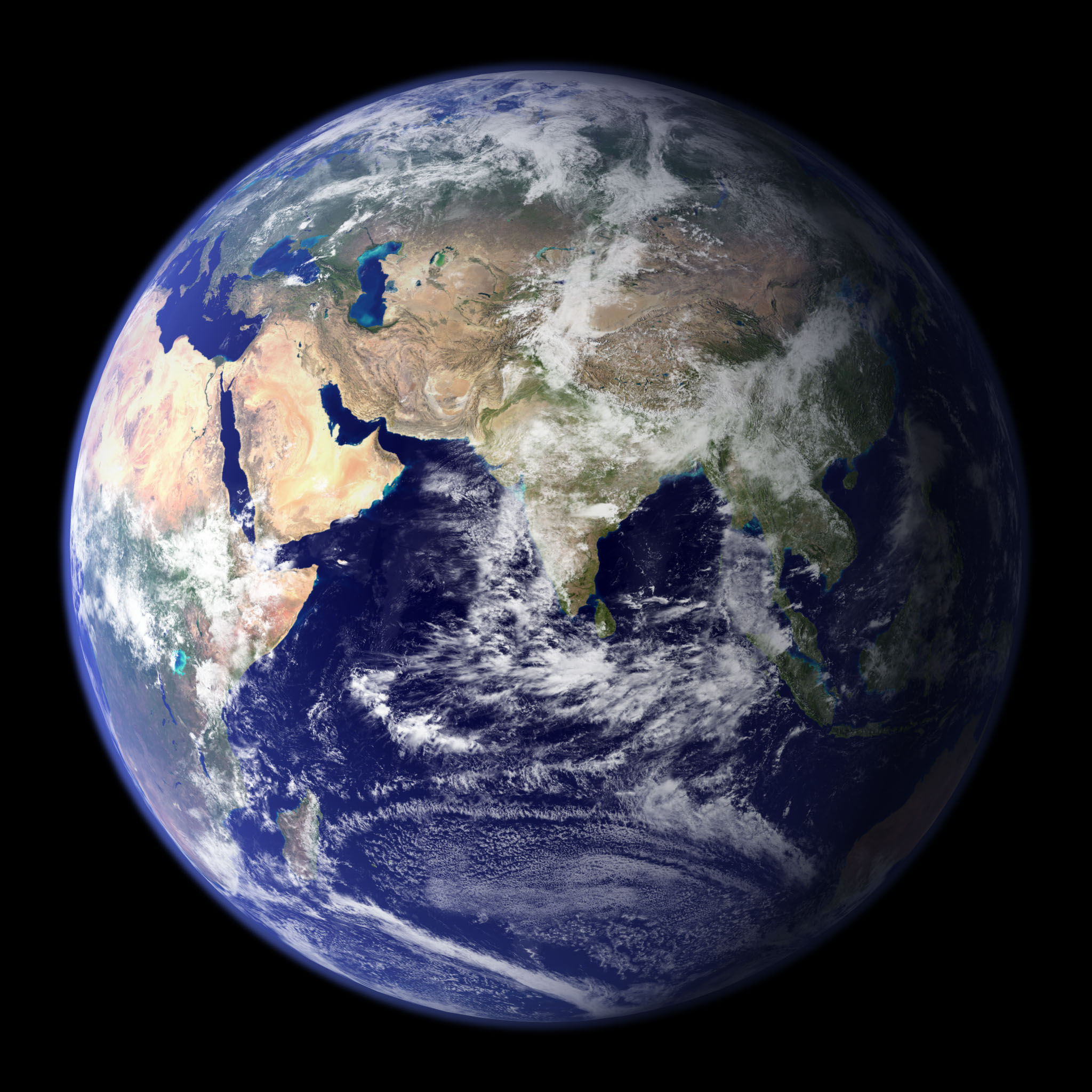
Геотектуры Земли

Геотекту́ра (от греч. ge — земля и лат. tectura — покрытие) — крупнейшие формы рельефа Земли (материки и океанические впадины). Геотектурные элементы рельефа обусловлены силами общепланетарного масштаба, взаимодействующими со всеми другими процессами, принимающими участие в формировании структуры земной коры.
Подразделяются на формы меньших размеров: морфоструктура и морфоскульптура.

## Описание
Геотектуры отражают важнейшие различия в строении земной коры, которые возникли как результат проявления главным образом геофизических процессов планетарного масштаба, во взаимодействии с геологическими и географическими.
Учёные выделяют материковую (включающую древние платформы, подводные окраины материков и складчатые пояса), океанскую, переходной зоны (от материка к океану — впадины окраинных морей, островные дуги и глубоководные желоба) и срединно-океанических хребтов геотектуры первого порядка. Из геотектур специалисты выделяют формы меньших размеров — морфоструктуры и морфоскульптуры, при образовании которых главные роли играли геологические и географические процессы.

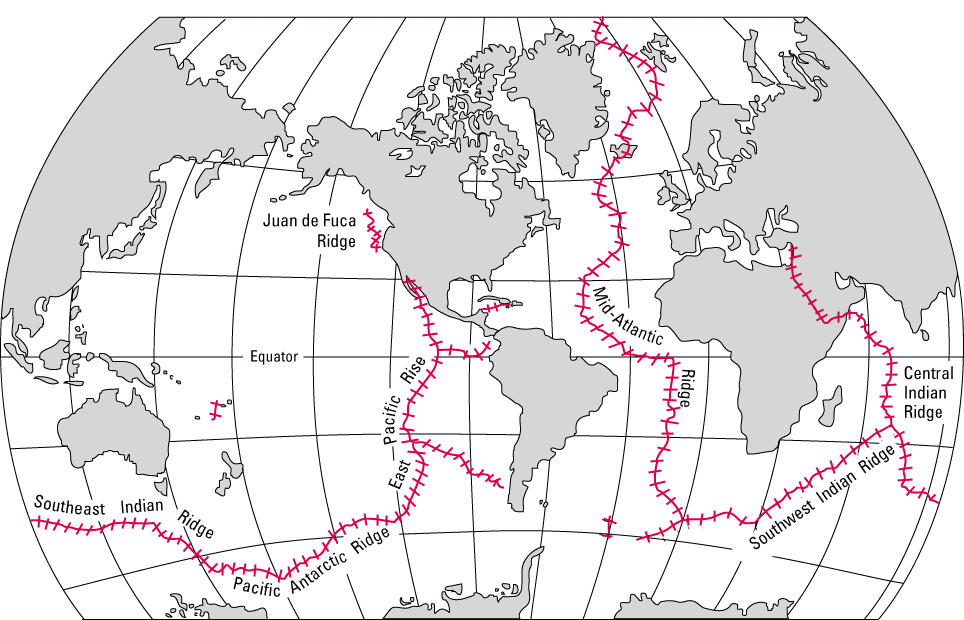
«Великий Океанский хребет»

Срединно-океанический пояс общей протяжённостью около 50 000 км (не считая боковых ответвлений) простирается от дельты Лены через Ледовитый, Атлантический, Индийский и Тихий океаны до Аляски. Океанические геосинклинали (островные дуги и желоба) и протоорогены (континентальные области, находящиеся в состоянии поздне-геосинклинального орогенеза) также являются частями единого планетарного пояса, который естественно считать геосинклинальным, так как протекающие в его пределах геологические процессы: горизонтальное сжатие, смятие и скучивание горнопородных масс, их метаморфизм и интрудирование андезитовыми и гранитоидными расплавами — повсеместно направлены на создание геосинклинального складчатого комплекса, то есть на формирование коры континентального типа. Общая протяжённость планетарного геосинклинального пояса от Гибралтара до северной оконечности Антарктиды также близка к 50 000 км.
По Энгельну (1942) это формы Земли первого, второго и третьего порядков.

## Термин
Термин «геотектуры» предложил советский географ Иннокентий Петрович Герасимов в 1946 году. Он отражает глобальную «архитектуру Земли».
Особое значение этот термин приобрёл во время его морских экспедиций в составе геолого-геоморфологического отряда института океанологии АН СССР, когда учёный отмечал наличие на дне Тихого океана особых геотектур — таких как молодая рифтовая зона в районе Галапагосского клина, которая развилась на месте более древнего трансформного разлома.